# 7 novembre
Il 7 novembre è il 311º giorno del calendario gregoriano (il 312º negli anni bisestili). Mancano 54 giorni alla fine dell'anno.

## Eventi
- 680 - Ha inizio il Sesto Concilio Ecumenico a Costantinopoli
- 921 - Viene firmato il Trattato di Bonn tra Carlo III di Francia ed Enrico I di Sassonia dove i due sovrani riconoscono i confini dei rispettivi regni lungo il Reno
- 1492 – In Alsazia si schianta un meteorite di circa 120 chili
- 1504 – Cristoforo Colombo torna dal suo quarto ed ultimo viaggio per le Americhe
- 1659 – Viene stipulata la Pace dei Pirenei tra Francia e Spagna, che pone fine alla guerra franco-spagnola
- 1665 – La London Gazette, il più vecchio quotidiano inglese ancora pubblicato, esce per la prima volta
- 1733 – Trattato dell'Escorial, patto di famiglia tra i Borbone di Francia e di Spagna.
- 1837 – Ad Alton (Illinois) lo stampatore abolizionista Elijah Parish Lovejoy viene ucciso dalla folla mentre tenta di proteggere il suo negozio dall'essere distrutto per la terza volta
- 1848 – Zachary Taylor viene eletto presidente degli Stati Uniti nelle prime elezioni tenute nello stesso giorno in tutti gli Stati
- 1861 – Guerra di secessione americana: battaglia di Belmont, nella quale le forze dell'Unione guidate dal generale Ulysses S. Grant travolgono un campo confederato, ma sono costrette a ritirarsi per l'arrivo di rinforzi
- 1885 – A Craigellachie (Columbia Britannica) termina la costruzione della Canadian Pacific Railway, una ferrovia che attraversa tutto il Canada
- 1893 – Le donne del Colorado ottengono il diritto di voto
- 1916 – Jeannette Rankin del Montana diventa la prima donna ad essere eletta alla Camera dei rappresentanti
- 1917
  - Russia: i bolscevichi assaltano il Palazzo d'Inverno, sede del governo provvisorio retto da Aleksandr Fëdorovič Kerenskij. È l'inizio della Rivoluzione d'ottobre che porta al potere Lenin.[1] (La Russia usava ancora il calendario giuliano, i riferimenti dell'epoca indicano quindi la data del 25 ottobre)
  - Prima guerra mondiale: fine della terza battaglia di Gaza: le forze britanniche strappano Gaza all'Impero ottomano
- 1918 – A Vittorio Veneto si ricorda la ricorrenza della Vittoria del 1918, ricordando i Caduti del Comune di Vittorio Veneto
- 1929 – A New York il Museum of Modern Art apre al pubblico
- 1931 – Fondazione della Repubblica Sovietica Cinese
- 1932 – Buck Rogers in the 25th Century viene trasmesso per radio per la prima volta
- 1940 – Nello Stato di Washington la sezione centrale del Tacoma Narrows Bridge crolla durante una tempesta, a soli quattro mesi dal completamento del ponte
- 1944
  - Franklin Delano Roosevelt viene rieletto battendo lo sfidante repubblicano Thomas E. Dewey e diventa l'unico presidente statunitense ad essere eletto per un quarto mandato
  - A Bologna si combatte la battaglia di Porta Lame fra partigiani della 7ª GAP e forze della Repubblica Sociale Italiana e tedesche
- 1956 – Crisi di Suez: l'Assemblea generale delle Nazioni Unite adotta una risoluzione che chiede a Regno Unito, Francia e Israele di ritirare immediatamente le loro truppe dall'Egitto
- 1957 – Guerra fredda: negli Stati Uniti il Rapporto Gaither propone un incremento dei missili statunitensi e dei rifugi antiatomici
- 1962 – Richard Nixon perde le elezioni a governatore della California. Nel discorso seguente dichiara che quella è la sua "ultima conferenza stampa" e che "non vedrete più in giro Dick Nixon"
- 1963 – Germania: a Lengede 11 minatori vengono estratti da una miniera crollata 14 giorni prima
- 1966 - Egitto e Siria firmano un trattato di mutua difesa
- 1967 – Il presidente statunitense Lyndon B. Johnson firma il Public Broadcasting Act del 1967
- 1972 – Il repubblicano Richard Nixon sconfigge il senatore democratico George McGovern nelle elezioni presidenziali statunitensi
- 1973 – Il Congresso degli Stati Uniti scavalca il veto del presidente Richard Nixon sulla Risoluzione dei poteri di guerra, che limita la capacità presidenziale di dichiarare guerra senza l'approvazione del Congresso
- 1987 – Tunisia: il presidente Habib Bourguiba viene rovesciato e sostituito dal primo ministro Zine El-Abidine Ben Ali
- 1989
  - Douglas Wilder vince l'elezione a governatore della Virginia, diventando il primo afro-americano eletto governatore negli Stati Uniti.
  - David Dinkins diventa il primo sindaco afro-americano di New York
- 1996 – La NASA lancia il Mars Global Surveyor
- 2000 – Hillary Clinton viene eletta al Senato degli Stati Uniti, diventando la prima First lady ad ottenere un incarico parlamentare
- 2001 – L'aereo passeggeri supersonico Concorde riprende i voli dopo una pausa di 15 mesi
- 2002 – L'Iran vieta la pubblicità dei prodotti statunitensi
- 2007 - In Finlandia nel Massacro della scuola di Jokela muoiono 9 persone incluso l'assassino e 12 vengono ferite durante una sparatoria
- 2008 – Jigme Khesar Namgyal Wangchuck viene eletto re del Bhutan
- 2014 – Esce nelle sale cinematografiche statunitensi il film Big Hero 6, 54º Classico Disney
- 2020 - Joe Biden vince le elezioni presidenziali degli Stati Uniti d’America

## Nati
Ci sono circa 1 030 voci su persone nate il 7 novembre; vedi la pagina Nati il 7 novembre per un elenco descrittivo o la categoria Nati il 7 novembre per un indice alfabetico.

## Morti
Ci sono circa 460 voci su persone morte il 7 novembre; vedi la pagina Morti il 7 novembre per un elenco descrittivo o la categoria Morti il 7 novembre per un indice alfabetico.

## Feste e ricorrenze
Giornata internazionale degli Inuit

### Civili
Nazionali:
- Francia, Catalogna del Nord – Festa nazionale, anniversario del Trattato dei Pirenei

### Religiose
Cristianesimo:
- Sant'Amarando (Amaranto), martire
- Sant'Atenodoro del Ponto, vescovo
- San Baudino di Tours (Baldo), vescovo
- San Cungar di Ceredigion, abate
- Sant'Engelberto di Berg, vescovo
- Sant'Ercolano di Perugia, vescovo e martire
- Sant'Ernesto di Zwiefalten, abate
- San Fiorenzo di Strasburgo, vescovo
- San Giacinto Castaneda, sacerdote domenicano, martire
- Santi Ierone di Melitene e compagni, martiri
- San Lazzaro il Galesiota, stilita
- Santi Mamante di Melitene e compagni, martiri
- Santi Melasippo, Cassina e Antonio, martiri
- San Pietro Wu Guosheng, martire
- San Prosdocimo di Padova, vescovo
- San Severino, monaco nel Berry
- San Vicente Le Quang Liem, sacerdote domenicano, martire
- San Villibrordo, vescovo
- San Vincenzo Grossi, sacerdote, fondatore delle Figlie dell'Oratorio
- Beato Antonio Baldinucci, sacerdote gesuita
- Beata Eleonora di Portogallo, regina, mercedaria
- Beato Giuseppe Vega Riano, sacerdote e martire
- Beata Lucia da Settefonti, vergine
- Beato Serviliano Riano Herrero, religioso e martire